# Белерофонт
Белерофонт (грч. Bellerophontes) (лат. Bellerophon) је личност из грчке митологије, краљ Ликије. Син коринтског краља Глаука и његове жене Еуриноме.

## Митологија
Белерофонт је, по античком веровању био леп као бог, а и својом храброшћу је био раван боговима. Све те особине нису помогли Белерофонту да му живот буде срећнији. Несретним случајем је убио неког човека у свом родном Коринту, па је био приморан да напусти град. Уточиште је пронашао код краља Прета, тиринтског краља. Прет је заволео Белерофонта, али и краљева жена Антија, која је покушала да га освоји, а када је Белерофонт одбио све њене љубавне понуде, Антија је оптужила Белерофонта код свог мужа и затражила од њега да га убије. Краљ Прет није хтео да убије свог госта, већ га је послао код свог таста, оца Антеје, Јобата. Прет је, по Белерофонту послао запечаћене плочице у којима је написао шта се десило, и са молбом да га он, Јобат, казни смрћу због увреда које је нанео његовој кћерци.

### Белерофонт и Јобат
Јобат је примио Белерофонта веома пријатељски и у његову част је приредио вечеру која је трајала девет дана, а када је након тога пронашао поруку коју му је послао краљ Прет, одлучио је да се на непосредан начин освети Белерофонту, јер у Грчкој је владало уверење да се гост не сме увредити, а камоли наудити му. зато је Јобат смислио задатке које би Белерофонт морао испунити, а при решавању тих задатака претила му је велика опасност, па и смрт. Успео је да наговори Белерофонта да се он сам јави да изврши те задатке, а први од њих је био да убије страшну Химеру.
Химера је била невероватна комбинација лава, змије и дивокозе. Отац јој је био страшни Тифон, а мајка чудовишна Ехидна. Белерофонт је знао да Химеру може савладати само из ваздуха, па је кренуо у потрагу за крилатим коњем Пегазом.

### Белерофонт и Пегаз
За постојање крилатог коња Пегаза, Белерофонт је знао још из свог родног града Коринта, јер је Пегаз често долетао на Акрокоринт да тамо пије воде, па је тако и кренуо у потрагу за њим. Вребао је коња данима и ноћима и напокон га је и дочекао. По савету врача Полида, он је зауздао Пегаза златном уздом коју му је дала богиња Атина, а затим је на Пегазу одлетео у Ликију.

### Белерофонт и Химера
Белерофонт се са Пегазом спустио у дубоку долину, над стеновити процеп где је живела Химера, и чекао је да она измили из своје јазбине. Када се Химера појавила, Белерофонт је погодио са стрелом, али је само ранио тако да га је она напала са три своја пламена језика, и покушавајући да га дохвати својим отровним змијским репом. Белерофонт је, летећи на Пегазу успевао да избегне ударце репа и на крају је савладао и убио Химеру. Убијену Химеру је донео Јобату.
Јобат је тада дао нови задатак Белерофонту. Он је морао да крене у борбу против дивљих Солима, ратника којима нико није био раван, али је Белерофонт и њих савладао. Јобат га је затим послао у борбу против Амазонки које су опседале Ликију, али Белерофонт је и из те борбе изашао као победник, па се Јобат уплашио младог ратника Белерофонта и послао на њега одред одабраних ликејских војника да га из заседе убију. Када се и из тог сукоба Белерофонт вратио сам, поразивши све војнике, Јобат је одлучио да га дочека са свим почастима и да му за жену да своју кћерку и половину свог краљевства.
Белерофонт је остао у Ликији где су га сви поштовали, и постао је отац троје деце, Исандре Хиполохе и Лаодамије, лепотице којој ни сам бог Зевс није могао одолети. Али, и поред таквог живота, славан и поштован, Белерофонт није био задовољан и за себе је мислио да је једнак боговима, па је оседлао Пегаза и полетео право на Олимп. Такво нешто, Зевс није могао дозволити и на Пегаза је послао беснило. Помахнитали летећи коњ Пегаз, кога Белерофонт није могао обуздати, збацио је свог господара, и он се сурвао на земљу, ударио главом о камен и изгубио разум. Дуго је година, Белерофонт, помраченог ума лутао земљом све док се на крају, над његовом судбином није смиловао бог смрти Танатос и повео га са собом.